# Орора (град, Орегон)
Орора (на английски: Aurora) е град в окръг Мариън, щата Орегон, САЩ. Орора е с население от 655 жители (2000) и обща площ от 1,2 km². Намира се на 41,45 m надморска височина. ЗИП кодът му е 97002, а телефонният му код е 503.